# Філідор-великодзьоб білошиїй
Філідо́р-великодзьо́б бурий (Anabazenops fuscus) — вид горобцеподібних птахів родини горнерових (Furnariidae). Ендемік Бразилії.

## Поширення і екологія
Білошиї філідори-великодзьоби поширені на південному сході Бразилії, від південної Баїї і центрального Мінас-Жерайсу на південь до Санта-Катарини. Вони живуть у вологих рівнинних і гірських атлантичних лісах. Зустрічаються на висоті від 350 до 1250 м над рівнем моря.